# Wau
Wau (arabiska:واو) är den tredje största staden efter Juba och Malakal i Sydsudan. Wau är huvudstad i delstaten Western Bahr el Ghazal.
Den ligger ungefär 650 kilometer nordväst om Juba på västra stranden av floden Jur i nordvästra Sydsudan. Ursprungligen var den på 1900-talet en befäst bas för slavhandlare.
2011 uppgick befolkningen till cirka 151 000 personer. Staden är inte längre slutstation på den smalspåriga järnvägen från Port Sudan via Khartoum i Sudan. I början av september 2011 invigdes en ny sträckning från Wau till Aweil över Babnusa. 
UNMISS har en förläggning i staden.

## Artikelursprung
Den här artikeln är helt eller delvis baserad på material från engelskspråkiga Wikipedia, tidigare version.